# Palazzo Gonzaga (Toscolano Maderno)
Palazzo Gonzaga (o Palazzo nuovo) è uno storico edificio civile di Toscolano Maderno, in provincia di Brescia ed è situato in via Benamati.

## Storia
I Gonzaga, signori di Mantova, agli inizi del Seicento, su commissione del duca Vincenzo I, vollero edificare sul lago di Garda la loro residenza estiva. L'incarico venne assegnato all'architetto sovrintendente (prefetto) alle fabbriche ducali Antonio Maria Viani.
All'edificio, che si sviluppa su due piani, era collegata la “Villa del Serraglio” con parco di circa 20.000 m² coltivato ad alberi da frutta e collegato al palazzo da una galleria sotterranea. I lavori non erano ancora conclusi quando Vincenzo morì nel 1612. Nel palazzo, il 23 ottobre 1616, morì Francesco Gonzaga, terzo marchese di Castiglione. La proprietà passò al primogenito del duca Vincenzo Francesco IV Gonzaga e successivamente a Carlo II di Gonzaga-Nevers.
Con la caduta dei Gonzaga la residenza passò nelle mani di Leopoldo di Lorena, che la cedette ad alcuni nobili bresciani.
Nel 1933 fu venduto alla famiglia Gaoso.
L'edificio ha subito un importante restauro dopo il terremoto del 2004, che ha interessato la zona di Salò.